# 韓麗珠
韓 麗珠（ホン・ライチュー、英語: Hon Lai-chu、1978年 - ）は、香港の小説家である。主著に『風箏家族』（2008年）、『灰花』（2009年）がある。作風はシュルレアリスムのそれであり、香港の小説家董啓章から「フランツ・カフカを想起させる」と評された。

## 略歴
1978年に生まれ、中学在学中に著述をはじめた。在学中に書いた小説『輸水管森林』は後に出版された。香港城市大学で翻訳および通訳学を専攻して文学士の学位を得たのち、嶺南大学で文化研究を専攻して修士学位を修得した。数年間働いた後に仕事を辞め、著述業に専念した。
小説『風箏家族』（2008年）と『灰花』（2009年）で亜洲週刊中文十大好書、紅楼夢賞を受賞して人気が急騰した。2010年/2011年にアイオワ大学国際創作プログラムに参加した。
2014年には全米芸術基金の翻訳助成金を受けて、『風箏家族』の英語訳The Kite Familyが2015年に出版された。
2015年8月から南洋理工大学で小説創作を1学期教えた。南洋理工大学での就任あいさつで「作家になることは選択肢を1つ選んだ結果だが、執筆は必要に駆られての行動である」（「會否成為作家是一種選擇，而寫作卻是需要」）とし、「執筆は作家になるための行動でしょうか」（「寫作是為了成為作家嗎？」）と問いかけた。
2018年、香港芸術発展局2018芸術家年賞を受賞した。
2019年逃亡犯条例改正案反対運動にあたり、運動への支援として詩作『他們説這是一場暴動』を発表した。その後、反対運動が2019年-2020年香港民主化デモに発展し、デモのスローガンが「香港人、頑張れ」「香港人、反抗せよ」「香港人、仇を討て」（中国語でそれぞれ「香港人加油」「香港人反抗」「香港人報仇」）と変化したが、韓麗珠はデモへの支持を続け、「執筆が私の仇討ちの方法だ」（寫作，就是我報仇的方式）と述べた。デモの記録として、2019年4月から11月までの出来事を綴ったエッセイ集『黒日』を2020年1月に出版した。
2021年にはインタビューで「香港が過去2年間の巨大な変化を経て、地図上の小さな点から、世界が激しく動くなか欠けてはいけない一部になった」（「『香港』經歴了過去兩年的巨變，它所代表的再也不只是地圖上的一點，而是世界的核心在劇烈運轉時一環接著一環的其中一個不可或缺的部份」）と香港に関する著作を書いていきたい心境を述べた。
2021年現在、香港中文大学の中国語および文学学部で非常勤講師を務める。

## 評価
作風はシュルレアリスムのそれであり、香港の小説家董啓章は『風箏家族』（2008年）の序文で韓麗珠の小説を「フランツ・カフカを想起させる」と評し、「日常でありながらどこかおかしい」ことが共通点だとした。
Christopher Reaの書評によれば、韓の著作で繰り返し現れるテーマとして閉所恐怖症、社会的監視（social surveillance）、人の生命価値の低下（devaluation of human life）が挙げられ、いずれも同時代の香港での生活に重なる部分があるという。また、登場人物や物語の設定を抽象化して、香港の文脈に限定されないようにする傾向があり、人工性（artificiality）、自我と社会からの疎外（alienation from self and society）といったポストモダン文学の特徴もよくみられる。Reaは『風箏家族』がウォン・カーウァイの映画『恋する惑星』や余華の作品を想起させるとした。

## 著作

### 長編小説
- 灰花（2009年）聯合文學、ISBN 978-957-522840-8
- 縫身（2010年）聯合文學、ISBN 978-957-522896-5
- 離心帶（2013年）印刻、ISBN 978-986-582311-5
- 空臉（2017年）聯經、ISBN 978-957-084997-4

### 中編・短編小説
- 輸水管森林（1998年）普普叢書、ISBN 978-962-818011-0
- 寧靜的獸（2004年）青文書屋（中国語版）、ISBN 978-962-815881-2
- 風箏家族（2008年）聯合文學、ISBN 978-957-522737-1
  - 英語訳：Hon, Lai-chu (September 2015). The Kite Family (英語). Translated by Lingenfelter, Andrea. Columbia University Press.
  - 「遺伝により代々肥満体の家族がいる。遺伝子の束縛を逃れる方法はあるが、その代償で体が凧になる」というあらすじの中編小説[3]。
- 謝曉虹（英語版）との共著: 雙城辭典（2012年）聯經、ISBN 978-957-084021-6
- 失去洞穴（2015年）印刻、ISBN 978-986-387021-0
  - 『渡海』の日本語訳: 藤井省三訳「海を渡る」『すばる』2015年9月号、290-308頁、集英社、2015年。国立国会図書館書誌ID:026629721。
- 蕭文慧 編「死線」（中国語）『年代小説・記住香港』香港kubrick、2016年。ISBN 978-988-129929-1。
  - 香港の作家7人による共作で、それぞれ1950年代から2010年代をテーマとした小説を書いた。韓麗珠は2010年代をテーマとして『死線』を書いた[13]。
- 人皮刺繡（2020年）藝鵠、ISBN 978-988-165817-3

### エッセイ集
- 回家（2018年）香港文學館、ISBN 978-988-148775-9
- 黑日（2020年）衛城出版、ISBN 978-986-964359-7
- 半蝕（2021年）衛城出版、ISBN 978-986-062533-2

### 詩
- 『他們説這是一場暴動』（2019年6月） - 2019年逃亡犯条例改正案反対運動（後に2019年-2020年香港民主化デモに発展）への支援として発表[8]

## 受賞
- 2004年：第8回香港中文文学双年賞（中国語版）小説部門推薦賞（『寧靜的獸』[5]）
- 2008年：亜洲週刊中文十大好書（中国語版）（『風箏家族』[5]）
- 2008年：開巻（中国語版）好書賞中文創作賞（『風箏家族』[5]）
- 2009年：亜洲週刊中文十大好書（中国語版）（『灰花』[5]）
- 2009年：第3回紅楼夢賞専門家推薦賞（『灰花』[5]）
- 2018年：香港芸術発展局（英語版）2018芸術家年賞[5]